# 권성호 (희극인)
권성호(1977년 3월 22일 ~ )은 대한민국의 희극 배우이다.

## 학력
- 서울예술대학 연극

## 출연작

### 방송
- 웃찾사 (SBS)
  - 〈화상고〉
  - 〈해피 하우스〉
  - 〈11시 내고향〉
  - 〈마지막 자존심〉
  - 〈세시봉 리턴즈〉
  - 〈사이다〉
- 개그1 (SBS)
- 마이캅 (tvN)
- 코미디쇼 코코아 (TV조선)
- 개그투나잇 (SBS)